# Frédéric Moncassin
Frédéric Moncassin (Tolosa de Llenguadoc, 26 de setembre de 1968) és un ciclista francès, que fou professional entre 1990 i 1999. Bon esprintador, en el seu palmarès destaquen dues victòries d'etapa al Tour de França de 1996 i la Kuurne-Brussel·les-Kuurne de 1995.
Entre 2004 i 2008 fou el seleccionador de l'equip de França de ciclisme en ruta, sent substituït per Laurent Jalabert.

## Palmarès
- 1989
  - 1r a la París-Roubaix sub-23
  - Vencedor d'una etapa a la Ruta del Sud
  - Vencedor de 2 etapes al Tour de Loir i Cher
- 1990
  - 1r al Gran Premi de Denain
  - 1r al Gran Premi d'Isbergues
  - Vencedor de 2 etapes al Critèrium del Dauphiné Libéré
- 1991
  - 1r al Gran Premi de Denain
- 1992
  - 1r al Gran Premi del Nord-Pas de Calais
  - Vencedor d'una etapa a l'Étoile de Bessèges
  - Vencedor d'una etapa al Tour del Mediterrani
- 1993
  - 1r al Tour de l'Oise i vencedor de 2 etapes
  - Vencedor d'una etapa al Critèrium del Dauphiné Libéré
- 1994
  - Vencedor d'una etapa al Gran Premi del Midi Libre
- 1995
  - 1r a la Kuurne-Brussel·les-Kuurne
  - 1r al Gran Premi Herning
- 1996
  - Vencedor de 2 etapes al Tour de França
  - Vencedor de 2 etapes al Gran Premi del Midi Libre
  - Vencedor de 2 etapes a la Ruta del Sud
  - Vencedor d'una etapa a la París-Niça

### Resultats al Tour de França
- 1993. 112è de la classificació general
- 1995. Abandona (12a etapa)
- 1996. 106è de la classificació general
- 1997. 114è de la classificació general
- 1998. Abandona (10a etapa)

### Resultats a la Volta a Espanya
- 1997. Abandona (5a etapa)
- 1998. Fora de control (7a etapa)